# 7252 Kakegawa
A 7252 Kakegawa (ideiglenes jelöléssel 1992 UZ) a Naprendszer kisbolygóövében található aszteroida. Urata Takesi fedezte fel 1992. október 21-én.